# Johan Mojica
Johan Andrés Mojica Palacio (Cali, 21 agosto 1992) è un calciatore colombiano, difensore o centrocampista del Maiorca e della nazionale colombiana.

## Caratteristiche tecniche
Gioca come terzino sinistro, ma per via delle sue doti offensive (come cross e dribbling) può giocare anche come ala sinistra. È veloce, grintoso (e talvolta irruento), bravo a recuperare palloni, in marcatura e negli anticipi. Sa anche giocare nella fase difensiva in quanto è bravo a difendere vicino alla sua area.

## Carriera

### Club

#### Inizi: carriera in patria, Rayo Vallecano e Valladolid
Dopo aver giocato per due stagioni nella seconda serie colombiana nel 2013 è passato il prestito al Deportivo Cali, con cui ha esordito nella massima serie colombiana; dall'estate 2013 gioca in prestito nel Rayo Vallecano, squadra della massima serie spagnola; chiude la sua prima stagione in terra iberica con 12 presenze senza reti; il Rayo Vallecano lo acquista quindi a titolo definitivo, per poi girarlo in prestito per un anno al Real Valladolid nella seconda serie spagnola.
Rimane in prestito al Valladolid per un'altra stagione per poi tornare al Rayo, dove non trova spazio disputando solo 6 gare in 6 mesi.

#### Girona
Visto il poco spazio il 31 gennaio 2017 viene ceduto al Girona.
Dopo 6 mesi discreti in cui non era titolare viene acquistato nuovamente in prestito dal club il 18 agosto 2017. Con il club neopromosso guadagna la titolarità imponendosi in Liga, tanto che a fine anno viene riscattato dal club con cui firma un contratto quadriennale.
L'anno successivo è sfortunato per lui: a causa di un infortunio subito a inizio anno in allenamento. In ottobre le cose peggiorano in quanto Mojica subisce una rottura del crociato che lo porta a stare fuori a lungo. Gioca la sua unica gara in stagione (culminata con la retrocessione del club) in maggio in occasione della sconfitta interna per 2-1 contro il Levante.

#### Atalanta, Elche e Villarreal
Il 22 settembre 2020 viene acquistato in prestito con diritto di riscatto dall'Atalanta; debutta con i bergamaschi in Serie A 4 giorni dopo subentrando nel finale della sfida vinta 4-2 sul campo del Torino.
Tuttavia a Bergamo non offre un rendimento convincente, motivo per cui il 15 gennaio 2021 il prestito viene risolto; lo stesso giorno si trasferisce, sempre a titolo temporaneo, all'Elche, club della prima divisione spagnola.
A fine stagione, dopo avere conseguito la salvezza con il club biancoverde, viene riscattato stipulando un contratto quinquennale. Nell'estate del 2022 viene ceduto al Villarreal, altro club della prima divisione spagnola. Successivamente gioca sempre nel medesimo campionato anche con la maglia dell'Osasuna.

### Nazionale
Il 26 marzo 2015 debutta con la nazionale maggiore colombiana andando in goal in amichevole nel netto successo per 6-0 contro il Bahrain. Dopo quella gara gioca quella successiva (sempre amichevole) vinta per 3-1 contro il Kuwait, dopodiché torna tra i convocati 3 anni più tardi in marzo nelle amichevoli contro Francia e Australia, giocando contro la seconda.
Pochi mesi dopo viene convocato per i Mondiali 2018, in cui è il terzino sinistro titolare della squadra con cui disputa delle buone prestazioni. Con questo diventa anche il primo calciatore nella storia del Girona a disputare un Mondiale.
Dopo il Mondiale non viene più convocato per via dei problemi fisici avuti durante la stagione 2018-2019, tornando in nazionale nell'ottobre del 2019.

## Statistiche

### Presenze e reti nei club
Statistiche aggiornate al 22 giugno 2023.
| Stagione               | Squadra                | Campionato             | Campionato | Campionato | Coppe nazionali | Coppe nazionali | Coppe nazionali | Coppe continentali | Coppe continentali | Coppe continentali | Altre coppe | Altre coppe | Altre coppe | Totale | Totale | Totale |
| Stagione               | Squadra                | Comp                   | Pres       | Reti       | Comp            | Pres            | Reti            | Comp               | Pres               | Reti               | Comp        | Pres        | Reti        | Pres   | Reti   |        |
| ---------------------- | ---------------------- | ---------------------- | ---------- | ---------- | --------------- | --------------- | --------------- | ------------------ | ------------------ | ------------------ | ----------- | ----------- | ----------- | ------ | ------ | ------ |
| 2013                   | Deportivo Cali         | PD                     | 14         | 0          | CC              | 6               | 0               | -                  | -                  | -                  | -           | -           | -           | 20     | 0      |        |
| 2013-2014              | Rayo Vallecano         | PD                     | 12         | 0          | CR              | 3               | 0               | -                  | -                  | -                  | -           | -           | -           | 15     | 0      |        |
| 2014-2015              | Real Valladolid        | SD                     | 33+2       | 7+0        | CR              | 4               | 0               | -                  | -                  | -                  | -           | -           | -           | 39     | 7      |        |
| 2015-2016              | Real Valladolid        | SD                     | 31         | 2          | CR              | 0               | 0               | -                  | -                  | -                  | -           | -           | -           | 31     | 2      |        |
| Totale Real Valladolid | Totale Real Valladolid | Totale Real Valladolid | 64+2       | 9          |                 | 4               | 0               |                    | -                  | -                  |             | -           | -           | 70     | 9      |        |
| 2016-gen. 2017         | Rayo Vallecano         | SD                     | 6          | 0          | CR              | 1               | 0               | -                  | -                  | -                  | -           | -           | -           | 7      | 0      |        |
| Totale Rayo Vallecano  | Totale Rayo Vallecano  | Totale Rayo Vallecano  | 18         | 0          |                 | 4               | 0               |                    | -                  | -                  |             | -           | -           | 22     | 0      |        |
| gen.-giu. 2017         | Girona                 | SD                     | 10         | 0          | CR              | -               | -               | -                  | -                  | -                  | -           | -           | -           | 10     | 0      |        |
| 2017-2018              | Girona                 | PD                     | 30         | 0          | CR              | 2               | 1               | -                  | -                  | -                  | -           | -           | -           | 32     | 1      |        |
| 2018-2019              | Girona                 | PD                     | 1          | 0          | CR              | 0               | 0               | -                  | -                  | -                  | -           | -           | -           | 1      | 0      |        |
| 2019-2020              | Girona                 | SD                     | 33+3       | 0          | CR              | 0               | 0               | -                  | -                  | -                  | -           | -           | -           | 36     | 0      |        |
| Totale Girona          | Totale Girona          | Totale Girona          | 74+3       | 0          |                 | 2               | 1               |                    | -                  | -                  |             | -           | -           | 79     | 1      |        |
| 2020-gen. 2021         | Atalanta               | A                      | 11         | 0          | CI              | 0               | 0               | UCL                | 2                  | 0                  | -           | -           | -           | 13     | 0      |        |
| gen.2021-2021          | Elche                  | PD                     | 17         | 0          | CR              | 0               | 0               | -                  | -                  | -                  | -           | -           | -           | 17     | 0      |        |
| 2021-2022              | Elche                  | PD                     | 33         | 2          | CR              | 1               | 0               | -                  | -                  | -                  | -           | -           | -           | 34     | 2      |        |
| ago. 2022              | Elche                  | PD                     | 3          | 0          | CR              | 0               | 0               | -                  | -                  | -                  | -           | -           | -           | 3      | 0      |        |
| Totale Elche           | Totale Elche           | Totale Elche           | 53         | 2          |                 | 1               | 0               |                    | -                  | -                  |             | -           | -           | 54     | 2      |        |
| 2022-2023              | Villarreal             | PD                     | 17         | 0          | CR              | 3               | 0               | UECL               | 7                  | 0                  |             | -           | -           | 27     | 0      |        |
| Totale carriera        | Totale carriera        | Totale carriera        | 256        | 11         |                 | 20              | 1               |                    | 9                  | 0                  |             | -           | -           | 285    | 12     |        |

### Cronologia presenze e reti in nazionale
| Cronologia completa delle presenze e delle reti in nazionale ― Colombia | Cronologia completa delle presenze e delle reti in nazionale ― Colombia | Cronologia completa delle presenze e delle reti in nazionale ― Colombia | Cronologia completa delle presenze e delle reti in nazionale ― Colombia | Cronologia completa delle presenze e delle reti in nazionale ― Colombia | Cronologia completa delle presenze e delle reti in nazionale ― Colombia | Cronologia completa delle presenze e delle reti in nazionale ― Colombia | Cronologia completa delle presenze e delle reti in nazionale ― Colombia |
| Data                                                                    | Città                                                                   | In casa                                                                 | Risultato                                                               | Ospiti                                                                  | Competizione                                                            | Reti                                                                    | Note                                                                    |
| ----------------------------------------------------------------------- | ----------------------------------------------------------------------- | ----------------------------------------------------------------------- | ----------------------------------------------------------------------- | ----------------------------------------------------------------------- | ----------------------------------------------------------------------- | ----------------------------------------------------------------------- | ----------------------------------------------------------------------- |
| 26-3-2015                                                               | Manama                                                                  | Bahrein                                                                 | 0 – 6                                                                   | Colombia                                                                | Amichevole                                                              | 1                                                                       | 63’                                                                     |
| 29-3-2015                                                               | Abu Dhabi                                                               | Kuwait                                                                  | 1 – 3                                                                   | Colombia                                                                | Amichevole                                                              | -                                                                       | 46’                                                                     |
| 27-3-2018                                                               | Londra                                                                  | Colombia                                                                | 0 – 0                                                                   | Australia                                                               | Amichevole                                                              | -                                                                       | 83’                                                                     |
| 1-6-2018                                                                | Bergamo                                                                 | Egitto                                                                  | 0 – 0                                                                   | Colombia                                                                | Amichevole                                                              | -                                                                       | 46’                                                                     |
| 19-6-2018                                                               | Saransk                                                                 | Colombia                                                                | 1 – 2                                                                   | Giappone                                                                | Mondiali 2018 - 1º turno                                                | -                                                                       |                                                                         |
| 24-6-2018                                                               | Kazan'                                                                  | Polonia                                                                 | 0 – 3                                                                   | Colombia                                                                | Mondiali 2018 - 1º turno                                                | -                                                                       |                                                                         |
| 28-6-2018                                                               | Samara                                                                  | Senegal                                                                 | 0 – 1                                                                   | Colombia                                                                | Mondiali 2018 - 1º turno                                                | -                                                                       | 45’                                                                     |
| 3-7-2018                                                                | Mosca                                                                   | Colombia                                                                | 1 – 1 dts (3 – 4 dtr)                                                   | Inghilterra                                                             | Mondiali 2018 - Ottavi di finale                                        | -                                                                       |                                                                         |
| 15-10-2019                                                              | Lilla                                                                   | Algeria                                                                 | 3 – 0                                                                   | Colombia                                                                | Amichevole                                                              | -                                                                       |                                                                         |
| 9-10-2020                                                               | Barranquilla                                                            | Colombia                                                                | 3 – 0                                                                   | Venezuela                                                               | Qual. Mondiali 2022                                                     | -                                                                       |                                                                         |
| 13-10-2020                                                              | Santiago del Cile                                                       | Cile                                                                    | 2 – 2                                                                   | Colombia                                                                | Qual. Mondiali 2022                                                     | -                                                                       |                                                                         |
| 13-11-2020                                                              | Barranquilla                                                            | Colombia                                                                | 0 – 3                                                                   | Uruguay                                                                 | Qual. Mondiali 2022                                                     | -                                                                       |                                                                         |
| 17-11-2020                                                              | Quito                                                                   | Ecuador                                                                 | 6 – 1                                                                   | Colombia                                                                | Qual. Mondiali 2022                                                     | -                                                                       | 57’                                                                     |
| 7-10-2021                                                               | Montevideo                                                              | Uruguay                                                                 | 0 – 0                                                                   | Colombia                                                                | Qual. Mondiali 2022                                                     | -                                                                       | 46’                                                                     |
| 10-10-2021                                                              | Barranquilla                                                            | Colombia                                                                | 0 – 0                                                                   | Brasile                                                                 | Qual. Mondiali 2022                                                     | -                                                                       |                                                                         |
| 14-10-2021                                                              | Barranquilla                                                            | Colombia                                                                | 0 – 0                                                                   | Ecuador                                                                 | Qual. Mondiali 2022                                                     | -                                                                       |                                                                         |
| 11-11-2021                                                              | San Paolo                                                               | Brasile                                                                 | 1 – 0                                                                   | Colombia                                                                | Qual. Mondiali 2022                                                     | -                                                                       |                                                                         |
| 28-1-2022                                                               | Barranquilla                                                            | Colombia                                                                | 0 – 1                                                                   | Perù                                                                    | Qual. Mondiali 2022                                                     | -                                                                       | 90+1’                                                                   |
| 1-2-2022                                                                | Córdoba                                                                 | Argentina                                                               | 1 – 0                                                                   | Colombia                                                                | Qual. Mondiali 2022                                                     | -                                                                       |                                                                         |
| 24-9-2022                                                               | Harrison                                                                | Colombia                                                                | 4 – 1                                                                   | Guatemala                                                               | Amichevole                                                              | -                                                                       |                                                                         |
| 19-11-2022                                                              | Fort Lauderdale                                                         | Colombia                                                                | 2 – 0                                                                   | Paraguay                                                                | Amichevole                                                              | -                                                                       | 46’                                                                     |
| 24-3-2023                                                               | Ulsan                                                                   | Corea del Sud                                                           | 2 – 2                                                                   | Colombia                                                                | Amichevole                                                              | -                                                                       |                                                                         |
| 22-3-2024                                                               | Londra                                                                  | Spagna                                                                  | 0 – 1                                                                   | Colombia                                                                | Amichevole                                                              | -                                                                       |                                                                         |
| 26-3-2024                                                               | Madrid                                                                  | Colombia                                                                | 3 – 2                                                                   | Romania                                                                 | Amichevole                                                              | -                                                                       |                                                                         |
| 8-6-2024                                                                | Landover                                                                | Stati Uniti                                                             | 1 – 5                                                                   | Colombia                                                                | Amichevole                                                              | -                                                                       |                                                                         |
| 24-6-2024                                                               | Houston                                                                 | Colombia                                                                | 2 – 1                                                                   | Paraguay                                                                | Coppa America 2024 - 1º turno                                           | -                                                                       |                                                                         |
| 28-6-2024                                                               | Glendale                                                                | Colombia                                                                | 3 – 0                                                                   | Costa Rica                                                              | Coppa America 2024 - 1º turno                                           | -                                                                       |                                                                         |
| 2-7-2024                                                                | Santa Clara                                                             | Brasile                                                                 | 1 – 1                                                                   | Colombia                                                                | Coppa America 2024 - 1º turno                                           | -                                                                       | 46’                                                                     |
| 6-7-2024                                                                | Glendale                                                                | Colombia                                                                | 5 – 0                                                                   | Panama                                                                  | Coppa America 2024 - Quarti di finale                                   | -                                                                       |                                                                         |
| 10-7-2024                                                               | Charlotte                                                               | Uruguay                                                                 | 0 – 1                                                                   | Colombia                                                                | Coppa America 2024 - Semifinale                                         | -                                                                       |                                                                         |
| 14-7-2024                                                               | Miami Gardens                                                           | Argentina                                                               | 1 – 0 dts                                                               | Colombia                                                                | Coppa America 2024 - Finale                                             | -                                                                       |                                                                         |
| 6-9-2024                                                                | Lima                                                                    | Perù                                                                    | 1 – 1                                                                   | Colombia                                                                | Qual. Mondiali 2026                                                     | -                                                                       |                                                                         |
| 10-9-2024                                                               | Barranquilla                                                            | Colombia                                                                | 2 – 1                                                                   | Argentina                                                               | Qual. Mondiali 2026                                                     | -                                                                       |                                                                         |
| 15-10-2024                                                              | Barranquilla                                                            | Colombia                                                                | 4 – 0                                                                   | Cile                                                                    | Qual. Mondiali 2026                                                     | -                                                                       | 78’ 86’                                                                 |
| 15-11-2024                                                              | Montevideo                                                              | Uruguay                                                                 | 3 – 2                                                                   | Colombia                                                                | Qual. Mondiali 2026                                                     | -                                                                       |                                                                         |
| 19-11-2024                                                              | Barranquilla                                                            | Colombia                                                                | 0 – 1                                                                   | Ecuador                                                                 | Qual. Mondiali 2026                                                     | -                                                                       | 90+3’                                                                   |
| 20-3-2025                                                               | Brasilia                                                                | Brasile                                                                 | 2 – 1                                                                   | Colombia                                                                | Qual. Mondiali 2026                                                     | -                                                                       |                                                                         |
| 25-3-2025                                                               | Barranquilla                                                            | Colombia                                                                | 2 – 2                                                                   | Paraguay                                                                | Qual. Mondiali 2026                                                     | -                                                                       |                                                                         |
| Totale                                                                  |                                                                         | Presenze                                                                | 38                                                                      |                                                                         | Reti                                                                    | 1                                                                       |                                                                         |